# Mimosa Rocks National Park
Mimosa Rocks National Park är en park i Australien. Den ligger i delstaten New South Wales, i den sydöstra delen av landet, omkring 330 kilometer söder om delstatshuvudstaden Sydney.
Trakten är glest befolkad. Närmaste större samhälle är Bega, nära Mimosa Rocks National Park. Genomsnittlig årsnederbörd är 1 251 millimeter. Den regnigaste månaden är juni, med i genomsnitt 176 mm nederbörd, och den torraste är juli, med 4 mm nederbörd.